# Esquirols terrestres
Els esquirols terrestres (Xerini) són una tribu d'esciúrids que es caracteritzen pel seu pelatge, que és rígid i eriçonat. A vegades se'ls pot veure la pell a través dels pèls. Es tracta d'animals de costums molt terrestres que es classifiquen dins de la subfamília dels xerins.
Avui en dia es considera que probablement tenen una relació propera amb els protoxerinis, possibilitat que anteriorment s'havia descartat, encara que els esquirols terrestres presenten caràcters més basal que la resta de tribus del seu grup. Les dades genètiques donen suport a la pertinença de l'esquirol terrestre d'ungles llargues al grup dels esquirols terrestres, posada en dubte durant molt de temps, així com al monofiletisme del grup.